# Antonín Vodička
Antonín Vodička (1 de març de 1907 - 9 d'agost de 1975) fou un futbolista txecoslovac. Va formar part de l'equip txecoslovac a la Copa del Món de 1934.